# Mischocyttarus subornatus
Mischocyttarus subornatus är en getingart som beskrevs av Zikan 1949. Mischocyttarus subornatus ingår i släktet Mischocyttarus och familjen getingar. Inga underarter finns listade i Catalogue of Life.